# Leonid Ivanovič Abalkin
Leonid Ivanovič Abalkin (in russo Леонид Иванович Абалкин?; Mosca, 5 maggio 1930 – Mosca, 2 maggio 2011) è stato un economista e politico russo.

## Biografia
Diplomatosi, nel 1952, all'Istituto dell'economia nazionale "Plechanov", ha intrapreso attività di docente di economia a Kaliningrad e successivamente a Mosca, sino ad approdare all'Accademia russa delle scienze ed a cariche governative.

### Attività accademica
Negli anni cinquanta ha rivestito la carica di Vice Direttore dell'Istituto Tecnico Agrario di Kaliningrad e dopo essersi applicato all'insegnamento in altri Istituti di studi economici a Mosca, anche con ruoli di direzione, ha ricevuto nel 1984 la nomina a membro corrispondente dell'Accademia Sovietica delle Scienze e nel 1987 quella a membro effettivo, per poi arrivare nel 1988 al Presidium dell'Accademia ed alla Direzione dell'Istituto di Economia dell'Accademia Russa delle Scienze (RAS).

### Attività politica
Eletto Deputato del popolo dal 1989 al 1991 fu Primo Vice Primo Ministro del Governo Sovietico, nell'epoca precedente il colpo di Stato del 1991, il cui fallimento portò Boris Nikolaevič El'cin al potere. Nel ruolo di Presidente della Commissione per la riforma dell'economia, voluta da Michail Gorbačëv all'avvio della perestrojka, ha avuto il difficile compito di progettare il passaggio all'economia di mercato e di predisporre le prime norme legislative, regolamentari e amministrative utili a tale scopo. A causa della diversa esperienza maturata nel sistema economico centralizzato, l'Unione Sovietica non disponeva degli istituti giuridici di libero mercato e nelle aree di comando erano diffuse un'eccessiva fiducia nel determinismo delle leggi economiche e la conseguente convinzione che bastasse introdurre nuove leggi per cambiare il sistema economico.
Mancava soprattutto una specifica esperienza manageriale. Anche per questo Leonid Ivanovič Abalkin ricorse all'assistenza di un consulente occidentale, l'economista Giancarlo Pallavicini, all'epoca Vice Presidente dell'Associazione Internazionale degli Intellettuali "Myr Cultura" di Mosca, noto anche per la presentazione che fece all'Università commerciale Luigi Bocconi di Milano del volume La perestroika nell'economia di Abel Aganbegjan. Le particolarità dell'economia statalizzata e l'assenza di esperienza manageriale impedirono ad Abalkin, in ciò consigliato da Giancarlo Pallavicini, di promulgare rapidamente le norme antimonopolio richieste da Gorbačëv ed hanno favorito l'avvento al potere di El'cin, che, più di Gorbačëv, era disposto ad aderire alle pressanti richieste di privatizzazione esercitate da quanti divennero poi assegnatari dei mezzi di produzione e di larga parte delle strutture e dei beni dello Stato formando la cosiddetta classe degli oligarchi.

### Ruolo internazionale
Leonid Abalkin, cui alla qualifica di economista può aggiungersi quella di sociologo, considerando il lavoro svolto negli anni dal 1978 al 1986 presso la Facoltà di Politica Economica dell'Accademia delle Scienze Sociali, ha mantenuto la sua carica di Direttore dell'Istituto di Economia e, assistito dal Vice Direttore Boris Milner, ha largamente contribuito a diffondere in Russia principi di etica e di deontologia professionale, con iniziative che hanno impegnato anche istituzioni universitarie e culturali dei Paesi occidentali, ed in particolare dell'Italia e degli Stati Uniti d'America. Vennero tra l'altro costituiti, e sono tuttora operanti presso l'Istituto di Economia dell'Accademia delle Scienze, la Fondazione internazionale Kondratiev, con Filiale in Italia, della quale Abalkin è Presidente, con gli Accademici Jurij Jakovec e Giancarlo Pallavicini, come vice presidenti, e l'Istituto Internazionale Sorokin - Kondratiev, del quale Abalkin è Vice Presidente con Giancarlo Pallavicini, attivo in Russia, Stati Uniti ed in Italia, con diffuse relazioni in altri Paesi europei ed asiatici. Dal 1995 Abalkin è anche membro della New York Academy of Sciences.

## Opere
Tra le numerose opere di Abalkin, edite in Mosca, figurano: "To the Goal Through Crisis",1991; "The Crisis Grip",1994; "To Self Perception of Russia",1995; "Zigzags of Fate Disappointments and Hope",1996; "Russian Choice",1998; "Economic Views and Public Activities",1999; "Savings Russia",1999; "Pitirim Sorokin and restoration of the social and cultural traditions of Russia", in "Return of Pitirim Sorokin", edited by S.Kravchenko and N.Pokrovsky, Moscow, 2001, from pag.97; "Il nuovo corso economico in URSS: teoria e sperimentazione dell'accelerazione dello sviluppo nelle imprese, a cura di Osvaldo Sanguigni, Editori Riuniti, Roma;...(segue).